# Мохетан
Мохетан (на английски: Mohetan) е северноамериканско индианско племе, което през 17 век живее около изворите на река Роанок в югозападна Вирджиния и прилежащите части на Западна Вирджиния и североизточен Тенеси. Почти нищо не се знае за мохетан. Заради тесните им връзки с тутело се предполага, че езикът им е сиукски. Единствените, които се срещат с тях са Томас Батс и Робърт Фалъм.
През 1671 г. Батс и Фалъм организират експедиция да изследват планините на Вирджиния. На 12 септември 1671 г. експедицията напуща селото на тутело и тръгва на запад. След като прекосяват планините, на следващия ден Батс и Фалъм се натъкват на стари полета засети с царевица на едно изоставено селище. На 16 септември експедицията достига до изворите на Роанок, където намират още изоставени полета. Водачите тутело казват на Батс и Фалъм, че тези полета са принадлежали преди на „мохетанс“. Експедицията се връща в селото на тутело на 19.09. и заварва там „мохетан индианците“, които дошли да разберат от приятелите си тутело повече за английската експедиция. След това мохетан изчезват от историята като вероятно се присъединяват към някои от съседните племена.

## Томахитан и Монетон
През 1673 г. Джеймс Нийдъм и Габриел Артър посещават племето томахитан, което живее на запад от планините, в същата област, където живеят мохетан. Двете племена са тясно свързани помежду си и се предполага, че говорят един език. По-късно томахитан се появяват като групата тамахита, която се присъединява към Крикската конфедерация и е идентифицирана от Джон Суонтън като подразделение на племето ючи. Артър прекарва цяла година при тях и пише, че селата им са силно укрепени.
Монетон се споменават за първи път от Томас Батс през 1671 г. Три години по-късно Габриел Артър, заедно с вожда на томахитан, посещава града „Монитон“, чиито жители са приятели на томахитан. Монетон живеят в същата област, на няколко дни път от томахитан, на река Канауа. След отпътуването на Артър двете племена не се споменават повече. Твърде малобройни, най-вероятно те се присъединяват към някое по-голямо племе, за да се предпазят от ирокезките атаки от север.